# Targhe d'immatricolazione di San Marino

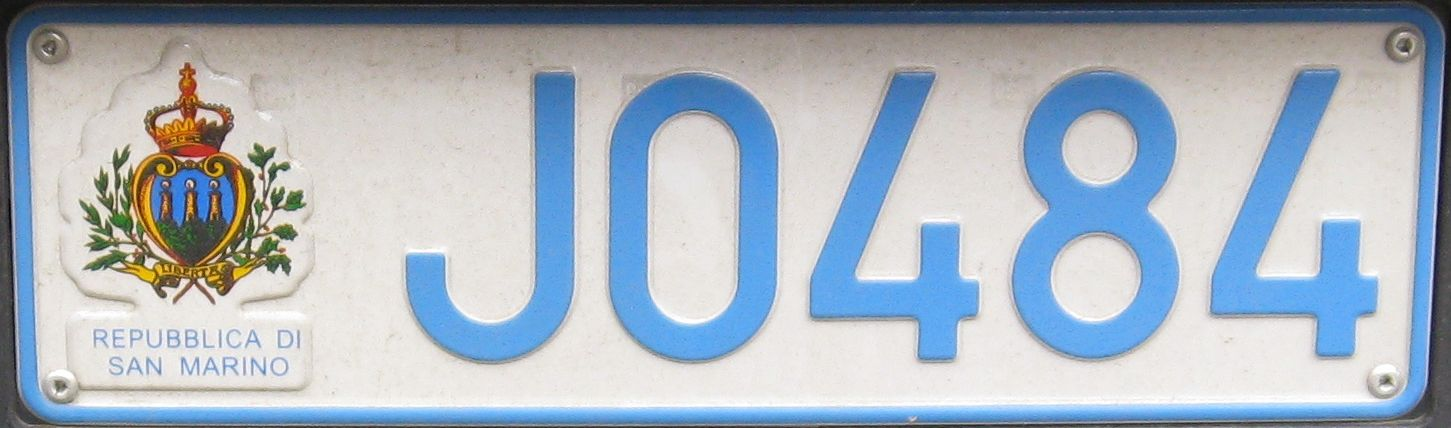
Targa standard di un veicolo della Repubblica di San Marino

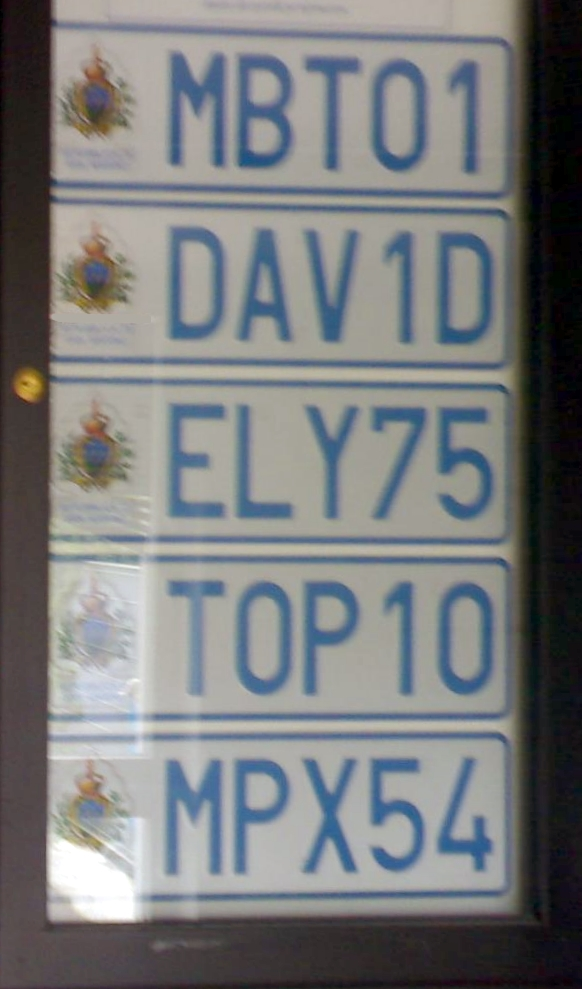
Targhe personalizzate

Le targhe d'immatricolazione di San Marino sono utilizzate per identificare i veicoli immatricolati nella Repubblica di San Marino.

## Dimensioni
Le targhe ordinarie su un'unica riga non corrispondono a quelle standard europee: quelle anteriori da luglio 2023 misurano 300 × 100 mm, quelle posteriori 390 × 120 mm anziché 520 × 110 mm, mentre le targhe quadrate su doppia linea per motoveicoli hanno le stesse dimensioni di alcuni formati emessi in Italia (ad esempio per macchine agricole e veicoli speciali), cioè 165 × 165 mm.

## Storia
Le targhe di San Marino furono introdotte nel 1922 per rispondere a una necessità sorta con la promulgazione nel 1918 da parte del Regno d'Italia di una legge che aveva stabilito che qualunque veicolo, anche estero, per circolare in Italia, dovesse essere dotato di targa di riconoscimento. 
Le prime placche metalliche erano a caratteri neri su sfondo bianco, ma dopo un breve periodo il colore delle scritte fu modificato e divenne azzurro; le lettere "RSM" nelle targhe posteriori precedevano e in quelle anteriori seguivano un numero crescente.
Dal 1927 vennero emesse targhe posteriori con caratteri distribuiti su due righe: su quella superiore era impresso lo stemma della repubblica con la combinazione numerica di tre cifre, mentre su quella inferiore vi erano le lettere "R.S.M.". Una volta giunti a 999, si antepose alla nuova serie numerica a due cifre una lettera progressiva in ordine alfabetico.
| 123 R.S.M. |  | A 00 R.S.M. |

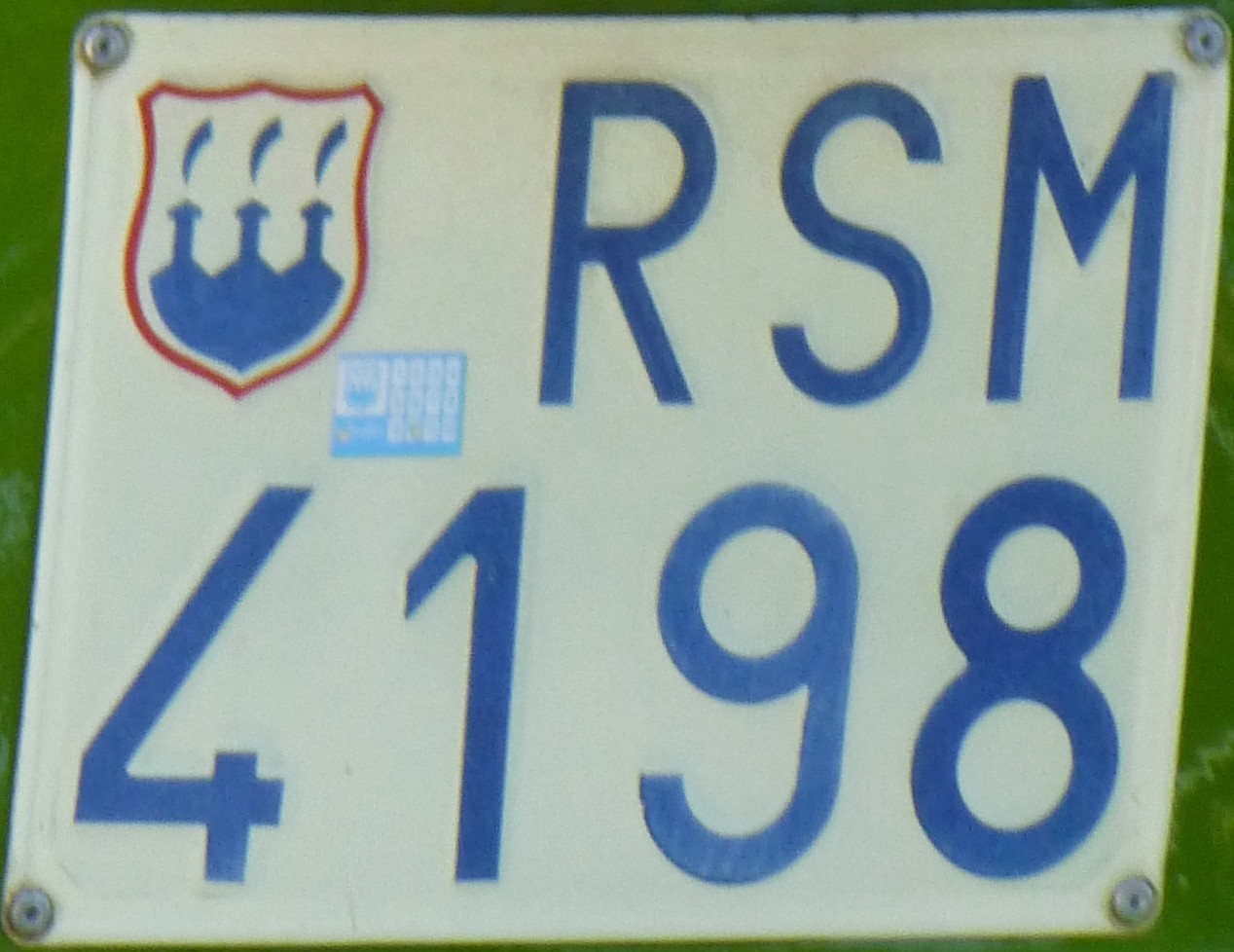
Targa posteriore con formato utilizzato dal 1952 al 14/09/1976 (come opzionale fino a giugno 1979)

Nel 1952 le lettere RSM, non più puntate, furono poste sulla riga superiore, insieme allo stemma, mentre i numeri, leggermente più grandi delle lettere, vennero spostati sulla linea inferiore; la combinazione era di quattro cifre. 
Nel 1973, una volta giunti a 9999, si usò come primo carattere dopo "RSM" una lettera che avanzava in ordine alfabetico. 
Dal 15 settembre 1976 furono reintrodotte le targhe posteriori su una riga, con lo stemma tra le lettere RSM e la numerazione, mentre le targhe anteriori continuarono a essere prive di stemma e ad avere le lettere posposte alla numerazione. I proprietari di autoveicoli potevano pertanto scegliere tra questo formato, che misurava 485 × 110 mm, e quello di circa 340 × 200 mm su doppia linea in base al vano destinato all'alloggiamento della targa. 
Schema di una targa posteriore con formato su una riga:
| RSM 01234 |

Schema di una targa anteriore:
| 01234 RSM |

A partire da giugno 1979 le targhe emesse furono policrome, con tutti i caratteri (cinque cifre, senza lettere) su una sola riga e dimensioni di 340 × 120 mm. Nella parte inferiore della targa era scritto per esteso "REPUBBLICA DI SAN MARINO" in caratteri azzurri. Le targhe anteriori divennero identiche a quelle posteriori (prima di allora erano più piccole).
| 01234 REPUBBLICA DI SAN MARINO |

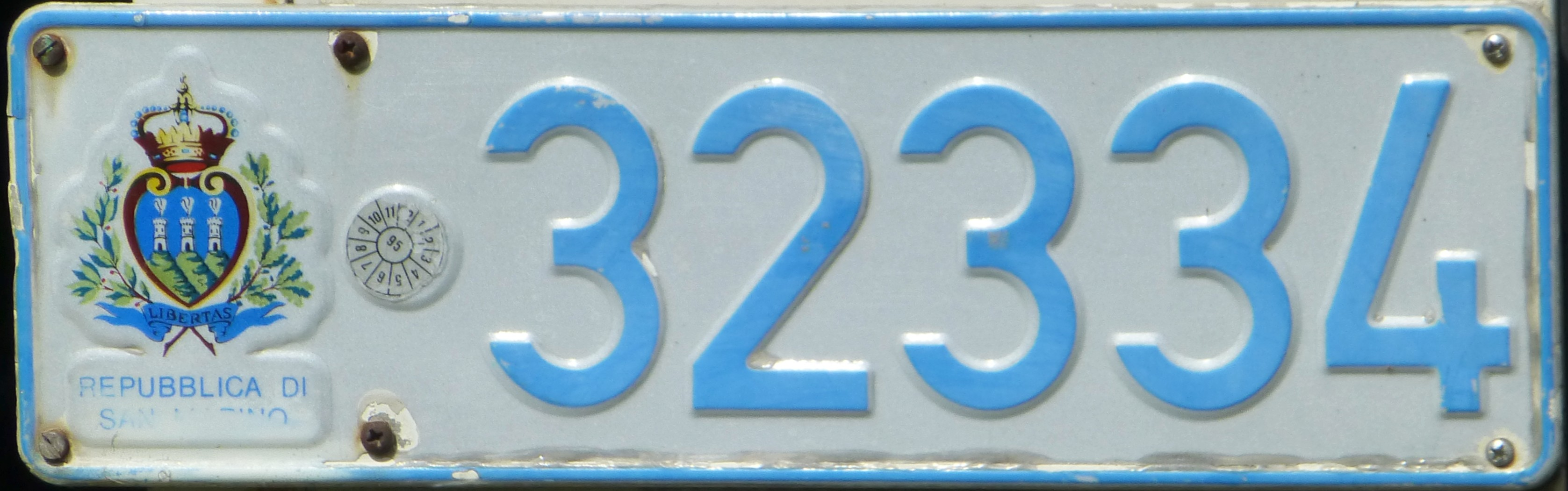
Formato con bollino e sole cifre emesso da settembre 1987 al 2 dicembre 1993

Da settembre 1987 i caratteri e lo stemma vennero impressi in rilievo; la lunghezza del formato per autoveicoli venne sensibilmente aumentata: 390 × 120 mm. La scritta "REPUBBLICA DI SAN MARINO", di dimensioni molto ridotte, fu trasferita sotto lo stemma, a destra del quale, nelle sole targhe posteriori, venivano indicati all'interno di uno sticker rotondo mese e anno di validità. 

### Formato attuale

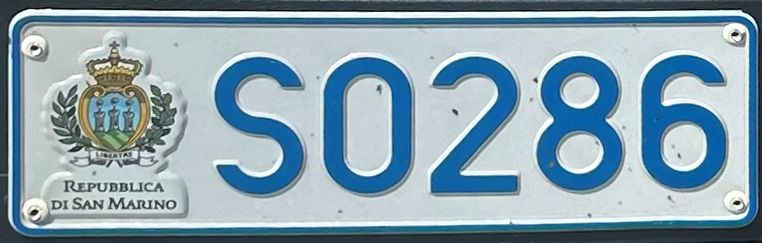
Formato emesso dal 1° luglio 2023, con la scritta "REPUBBLICA DI SAN MARINO" nera sotto lo stemma e i caratteri di colore blu traffico

Il formato attuale venne emesso a partire dal 3 dicembre 1993. Il bollino non fu più impresso e la prima cifra del numero diventò una lettera, quindi la numerazione ripartì da A0001.
Dalle combinazioni ordinarie, al fine di evitare somiglianze con altri caratteri o con combinazioni appartenenti a formati speciali, sono escluse le lettere D, E, I, O, Q e R.
Dal 2020, a partire dalla serie iniziata con la lettera N, la dicitura "REPUBBLICA DI SAN MARINO" sotto lo stemma non è più di colore azzurro ma nero. 
Dal 1° luglio 2023, ovvero dalla combinazione P8000, il colore con cui sono stampati i caratteri alfanumerici delle targhe sammarinesi per ogni categoria di veicoli è il blu traffico RAL 5017, leggermente più scuro di quello emesso in precedenza. Inoltre è stato introdotto un nuovo formato per la targa anteriore, delle dimensioni di 300 × 100 mm, in modo da adattarle più facilmente anche ai modelli di auto sportive.

## Targhe personalizzate
In base ai decreti 149/2003 e 107/2004, da maggio 2004 è possibile richiedere una targa personalizzata, il cui costo attuale ammonta a 900 €; l'unico requisito è che abbia almeno una cifra e che la combinazione non sia offensiva o blasfema. Sono consentite la seguenti combinazioni alfanumeriche, dove L = lettera e 0 = cifra: LLLL0, LLL00 (tranne RSM01 e RSM02, riservate alle vetture dei Capitani reggenti, vd. infra) e LL00L.

## Formati speciali

### Motocicli

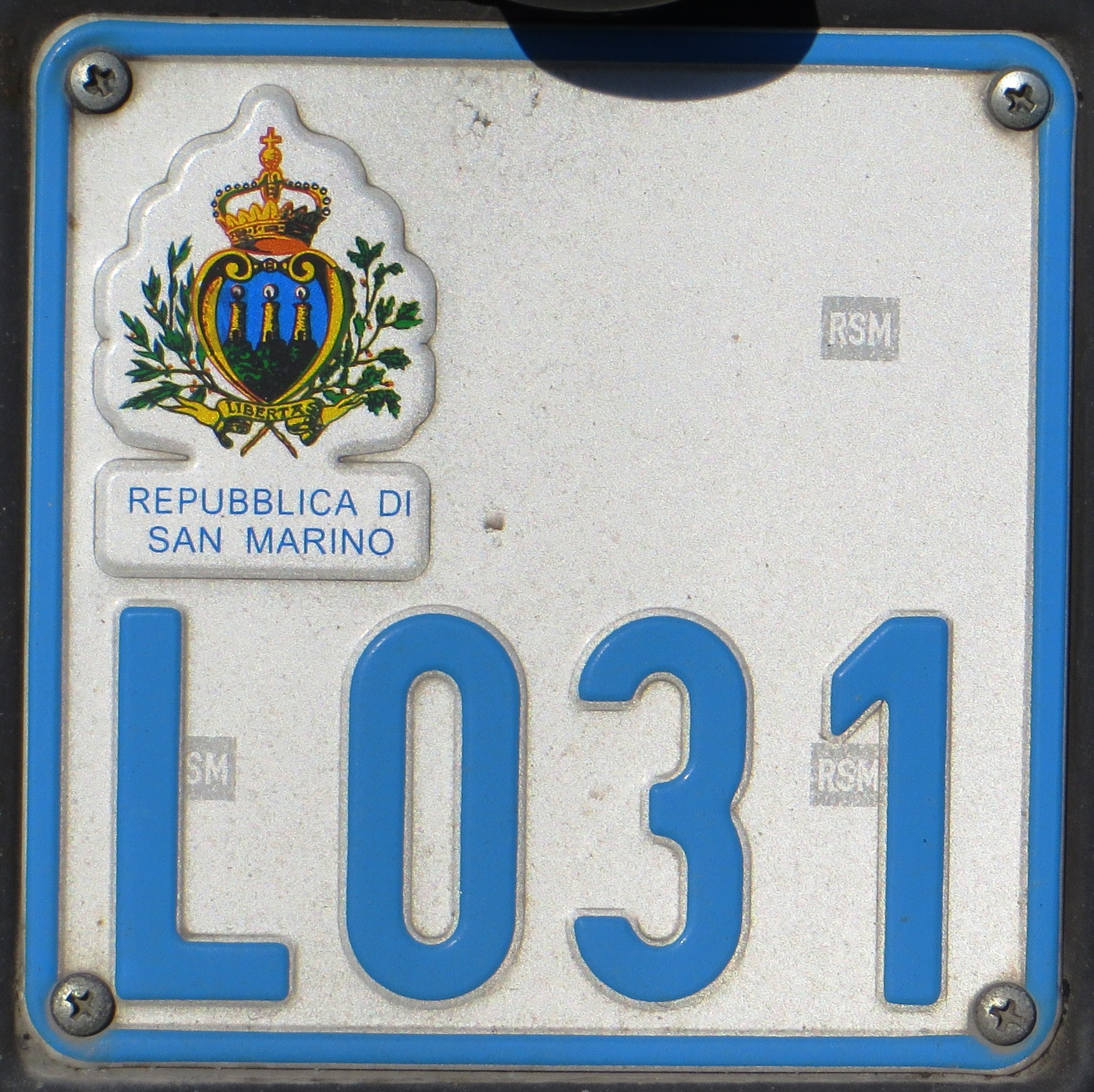
Targa di un motociclo con serie alfanumerica in uso dal 13 aprile 1994

Le prime targhe per motocicli dopo il decreto del 1922 presentavano la scritta "RSM" sulla riga superiore e le cifre su quella inferiore. Nel 1965 si uniformarono a quelle automobilistiche e la numerazione ricominciò da zero. 
Da aprile 1981 il fondo divenne riflettente e i caratteri furono disposti su due righe: in quella superiore si trovavano a sinistra lo stemma di San Marino e a destra la scritta "REPUBBLICA / DI / SAN MARINO", in quella inferiore le quattro cifre. Alla fine del 1987 un'ulteriore modifica verrà apportata alla scritta, su due righe anziché su tre (REPUBBLICA DI / SAN MARINO) e impressa sotto lo stemma.
Il 13 aprile 1994, raggiunto il numero 9099, il sistema ripartì da A001 diventando alfanumerico. 
Da novembre 1985 al 2 dicembre 1993 era posizionato nell'angolo in alto a destra uno sticker rotondo uguale a quello presente nelle targhe degli autoveicoli, nel quale erano indicati mese e anno di validità.

### Ciclomotori

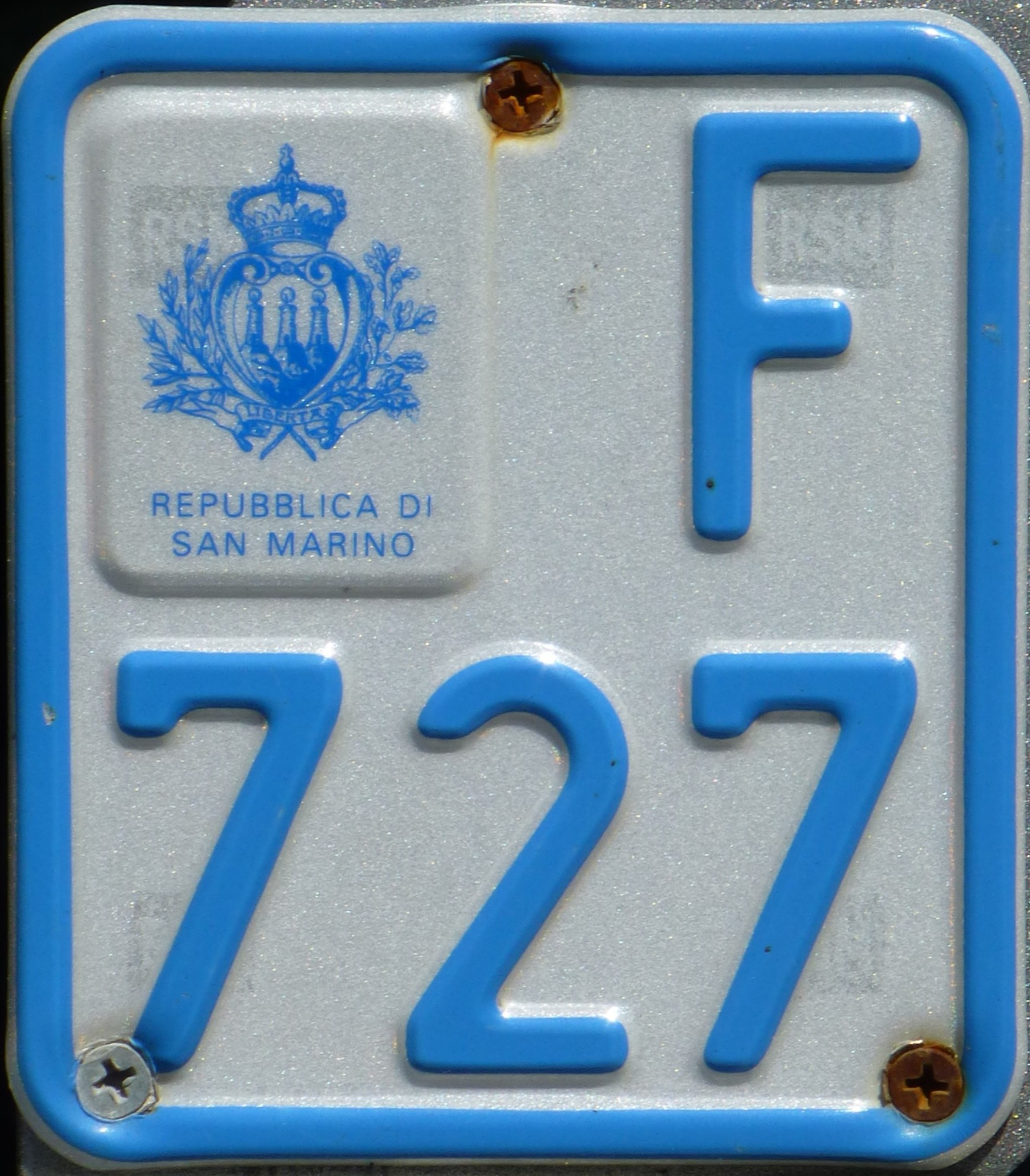
Targa di un ciclomotore

La legge del 1990 stabilì l'obbligo dell'immatricolazione anche per i ciclomotori, le cui targhe però vennero emesse solo nel 1993. 
Il formato, pur essendo rettangolare anziché quadrato, è simile a quello dei motocicli. 
Nel 1997, raggiunto il numero 9999, si ripartì da A001. 
La serie è indipendente da quella dei motocicli; può accadere dunque che queste categorie di veicoli abbiano la stessa numerazione.

### Macchine agricole

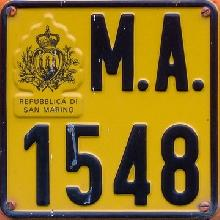
Esempio di formato attuale per macchine agricole

La targa originaria delle macchine agricole, probabilmente adottata nel 1959 come in Italia, era di tipo motociclistico, con formato quadrato e le scritte su più righe in azzurro su fondo giallo. 
Sulla riga superiore figuravano lo stemma e la scritta RSM, su quella mediana si trovava un numero progressivo da 0001 e, su quella inferiore, la dizione "TRATTORE" o "RIMORCHIO AGRICOLO" a caratteri rossi: in quest’ultimo caso, poiché la scritta si snodava su due righe, la targa era più alta (165 × 205 mm). La numerazione delle targhe dei due tipi di veicoli era separata. Sia per i trattori sia per i rimorchi agricoli non era prevista la targa anteriore. 
Da settembre 1996, una volta raggiunto il numero 1000, per i trattori è stata introdotta una targa a fondo giallo con bordo e scritte neri, di formato motociclistico: sulla riga superiore, a destra dello stemma, sono posizionate le lettere M.A. puntate, mentre le cifre occupano la riga inferiore. Non è noto se anche i rimorchi agricoli abbiano adottato la nuova grafica.
Rappresentazione schematica del formato attuale:
| M.A. 0 1 2 3 |

### Macchine operatrici

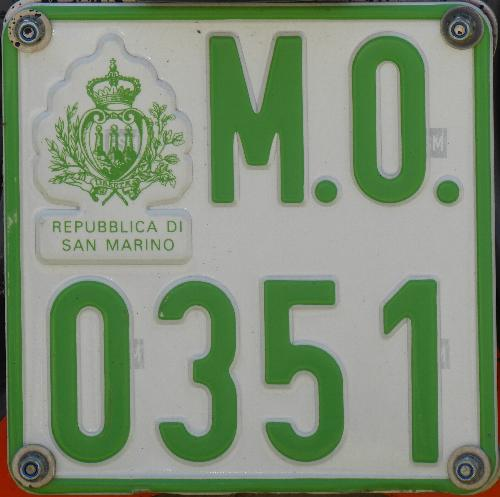
Targa d'immatricolazione di una macchina operatrice

Come in Italia, un tempo le macchine operatrici non avevano una targa, che è stata utilizzata dal 1994. Essa è analoga a quella delle macchine agricole, ma a fondo bianco, con bordo e scritte verdi e le lettere M.O. puntate sulla riga superiore, a destra dello stemma.
Rappresentazione schematica:
| M.O. 0 1 2 3 |

### Rimorchi

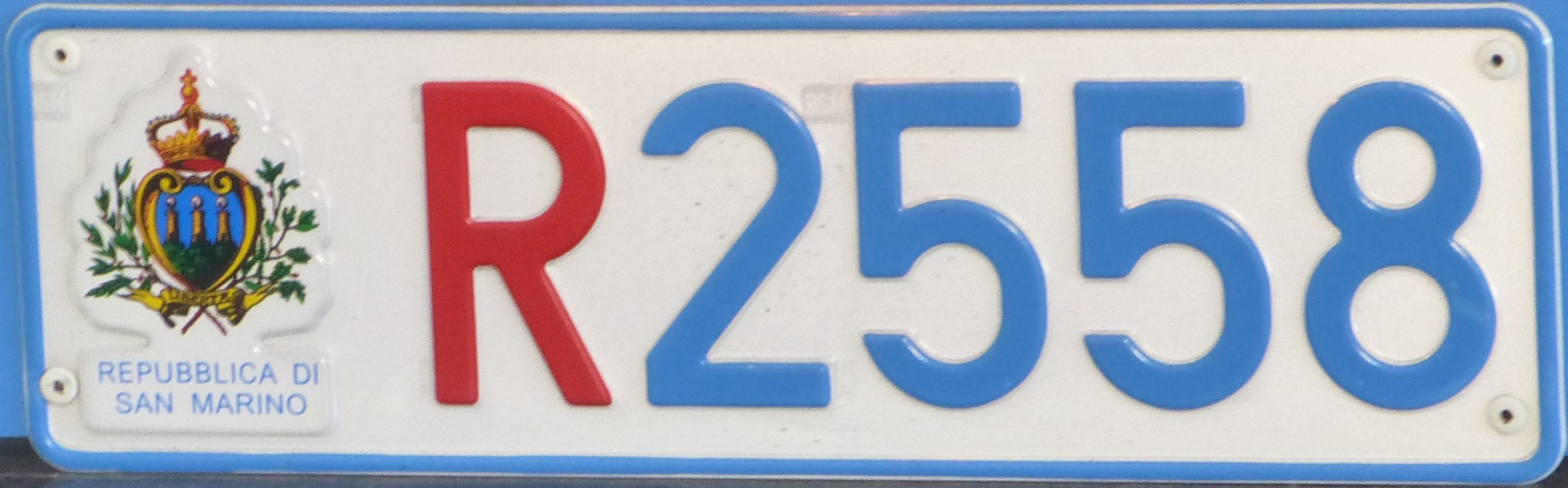
Formato per rimorchi emesso da settembre 1987

Le targhe per rimorchi, introdotte negli ultimi anni Cinquanta, erano molto simili a quelle ordinarie: in alto erano impressi lo stemma della repubblica e la scritta RSM blu, in basso una R di colore rosso precedeva un numero di tre cifre (le prime due potevano essere degli zeri) blu. Questi veicoli erano anche provvisti di una targa anteriore che si distingueva per la dicitura rossa "RIMORCHIO" a caratteri ridotti sopra le lettere RSM blu, anch'esse di dimensioni ridotte, seguite dal numero. 
Da giugno 1979 fu utilizzato un nuovo formato, su una linea, da applicare su un'unica targa: quella sul retro del rimorchio. Lo stemma policromo era seguito dalla lettera "R" rossa in rilievo e da un numero a tre cifre di colore azzurro; lungo il bordo inferiore era leggibile la scritta azzurra "REPUBBLICA DI SAN MARINO". 
Il design attuale è stato introdotto a settembre 1987: le targhe mantennero la disposizione dei caratteri su un'unica linea, ma la dicitura "REPUBBLICA DI SAN MARINO" non era più posizionata lungo il bordo inferiore bensì sotto lo stemma; le cifre della numerazione diventarono quattro dopo la "R" rossa.  
A differenza di quanto è avvenuto in Italia fino al 20 febbraio del 2013, a San Marino non sono mai state prodotte targhe ripetitrici del trattore stradale.

### Targhe ripetitrici

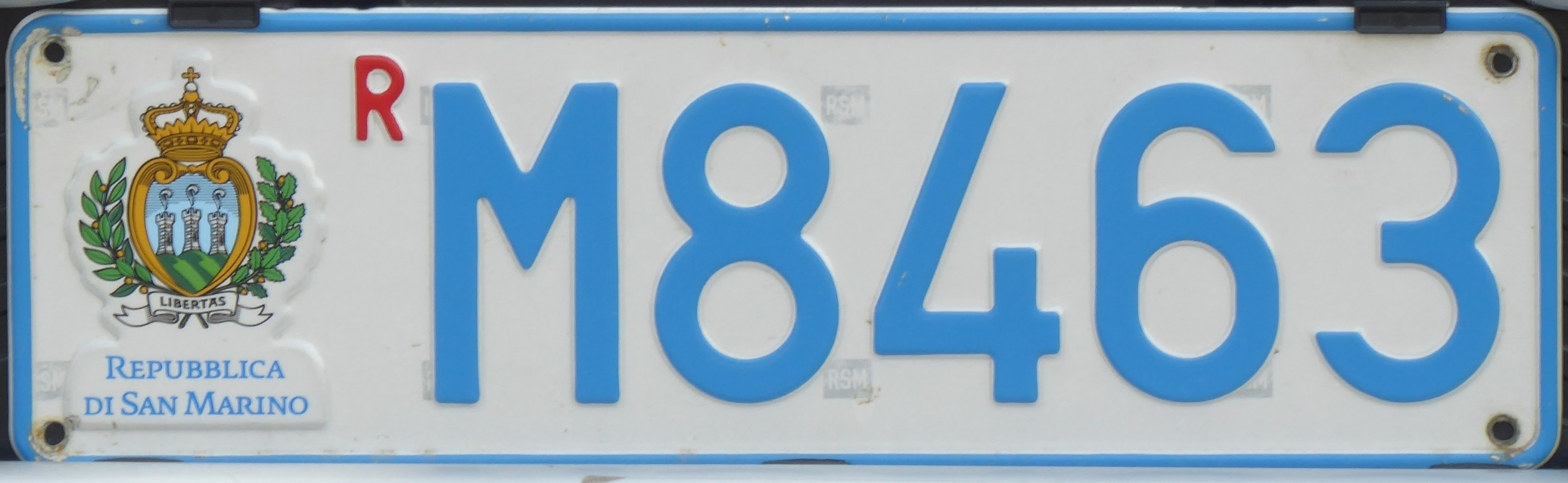
Targa ripetitrice per portabiciclette da gancio traino

Le targhe ripetitrici utilizzate ad esempio sui portabiciclette con gancio di traino sono come le targhe standard, ma con una piccola R rossa in rilievo, posizionata in alto a destra dello stemma, che precede la serie alfanumerica.

### Targhe di prova

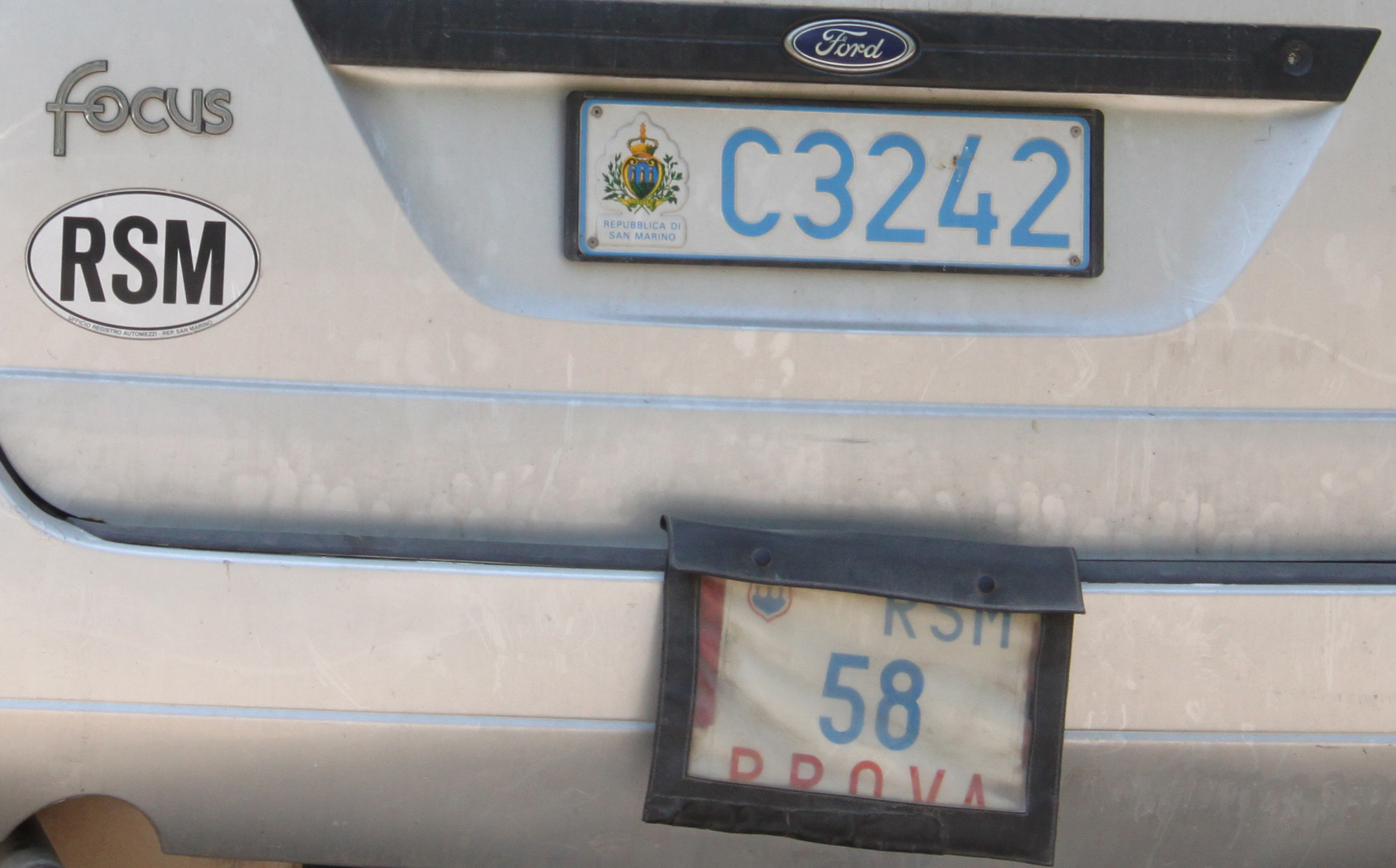
Targa prova (del tipo su tre righe terminato nel 2014-2015) fissata sotto quella posteriore

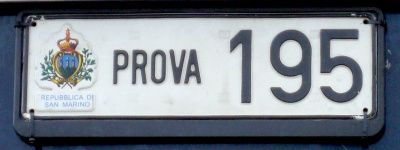
Formato di targa prova attualmente in uso

L'Italia e la Repubblica di San Marino stipularono  un accordo bilaterale, entrato in vigore il 1º maggio 1995, per l'ammissione alla circolazione, ciascuna nel proprio territorio, di veicoli in prova muniti di documenti rilasciati dall'altro Paese. 
Il primo tipo, emesso dal 1952 fino alla metà degli anni Dieci, era di cartone e presentava le scritte disposte su tre righe: su quella superiore figuravano lo stemma e le lettere RSM, su quella mediana si trovava un numero fino a tre cifre senza zeri complementari, su quella inferiore la scritta "PROVA" in rosso. Lo stemma, la sigla internazionale e il numero erano azzurri. Le targhe con questo formato potevano essere fissate sul retro delle vetture in aggiunta a quelle posteriori. 
Nel secondo tipo, di plastica o d'alluminio e presumibilmente introdotto a metà degli anni Duemila, le scritte sono distribuite su un'unica riga: a destra dello stemma policromo la dicitura "PROVA", in nero e a caratteri ridotti, è seguita da un numero composto da tre cifre, dello stesso colore.

### Targhe provvisorie

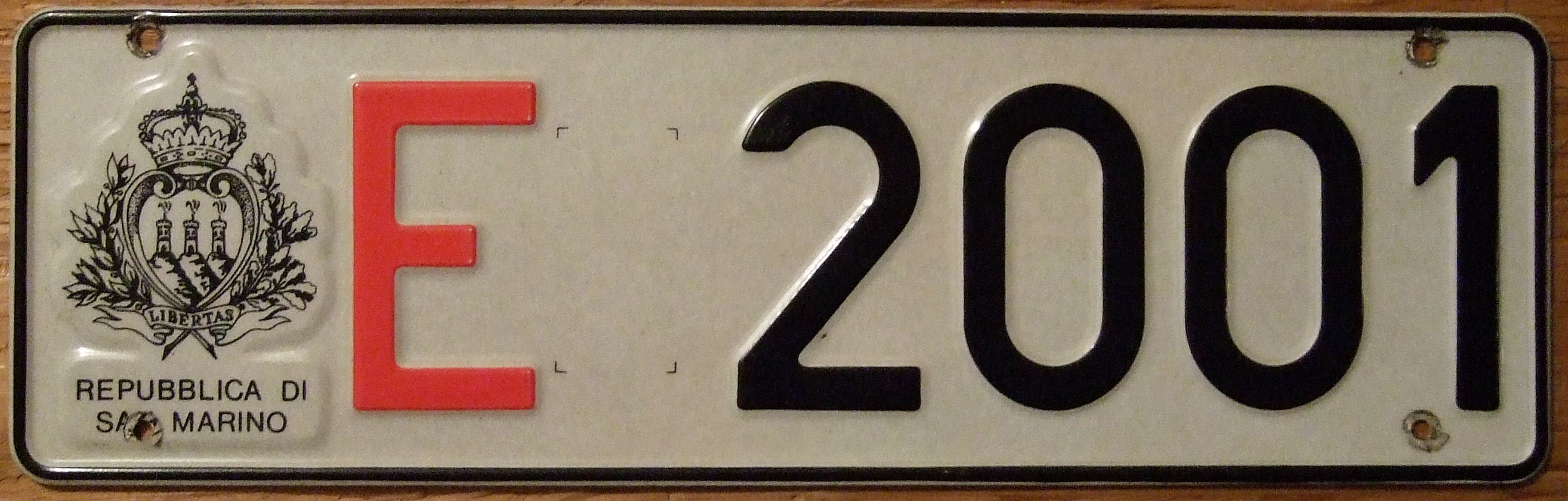
Targa da esportazione

Emesse a partire dal 1991, le targhe provvisorie da esportazione sono riconoscibili per una E rossa, che sta per "Escursionisti esteri", a sinistra o a destra del numero, composto da quattro cifre nere. Nel rettangolo giallo (non sempre presente) incollato tra la lettera e la prima cifra o tra lo stemma e la prima cifra sono indicati giorno, mese e anno di scadenza della validità, la cui durata è generalmente di trenta giorni. 
Nelle targhe dei motocicli la numerazione progressiva è posizionata sulla linea inferiore, lo stemma, la "E" e l'etichetta su quella superiore. Negli ultimi anni sono state viste targhe con la "E" posposta anziché anteposta alla numerazione.

### Veicoli storici

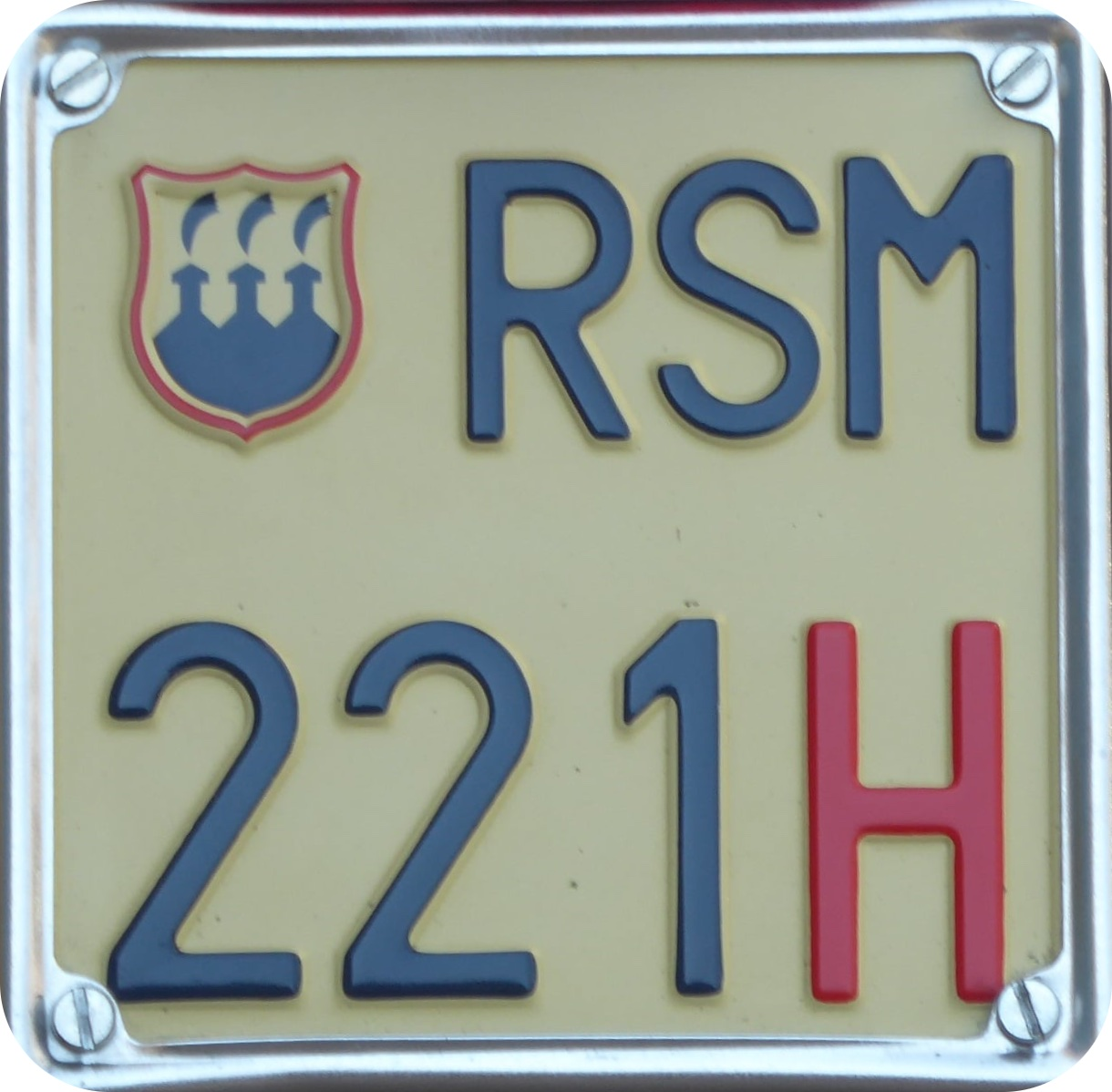
Targa posteriore di un veicolo storico

Sono autorizzati ad apporre queste targhe, introdotte nel 2006, soltanto i proprietari degli autoveicoli iscritti all'Automotoclub Storico Sammarinese. 
Sono uguali a quelle con il formato utilizzato dal 1952 al 14 settembre 1976, dalle quali si differenziano per la lettera H in rosso dopo le cifre e per il numero delle cifre stesse: tre invece di quattro. 

Nelle targhe anteriori la numerazione e la "H" precedono uno spazio e le lettere RSM, in quelle posteriori sono posizionate sulla riga inferiore e sormontate dallo stemma e dalle lettere RSM.

### Corpi a ordinamento civile
| Sigla   | Corpo                                         | Immagine |
| ------- | --------------------------------------------- | -------- |
| CRS     | Croce Rossa Sammarinese                       |          |
| GE      | Gendarmeria                                   |          |
| POLIZIA | Polizia civile, Guardia di Rocca, Gendarmeria |          |
| VU      | Vigili urbani                                 |          |

### Targhe diplomatiche
| Sigla | Corpo             | Immagine |
| ----- | ----------------- | -------- |
| CD    | Corpo diplomatico |          |

### Capitani reggenti (da febbraio 2018)
| Sigla                      | Corpo             | Immagine |
| -------------------------- | ----------------- | -------- |
| SM001, SM002, RSM01, RSM02 | Capitani reggenti |          |

## Formato cessato per veicoli elettrici

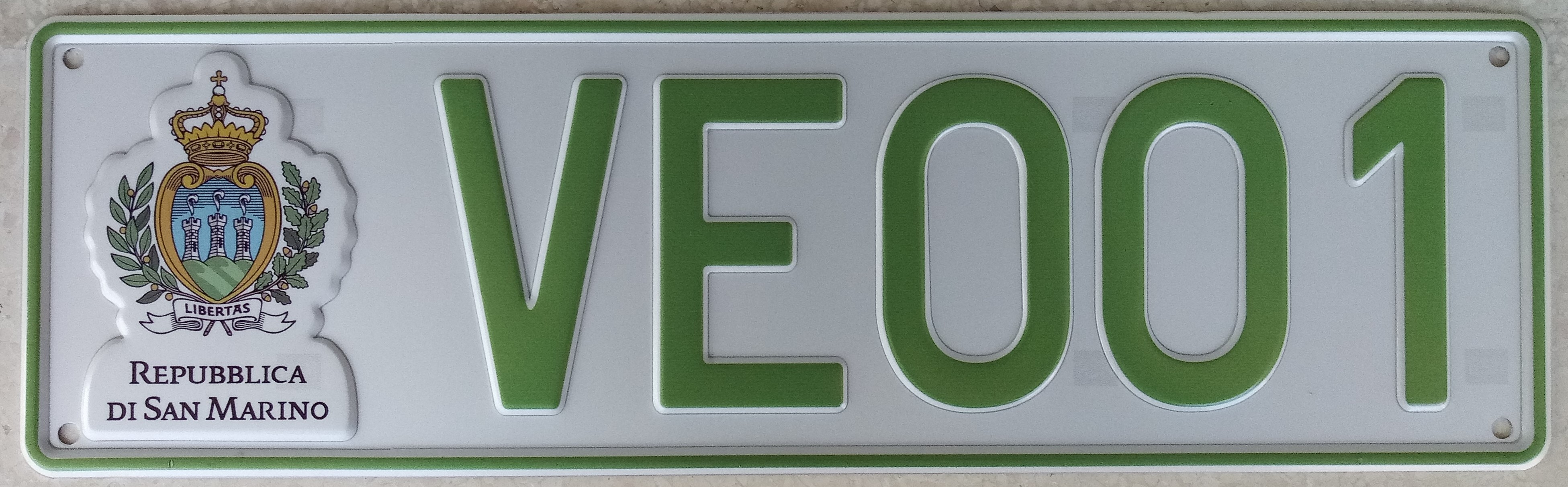
La targa del primo autoveicolo elettrico immatricolato a San Marino con il formato emesso da maggio 2019 a gennaio 2023

Con Decreto Delegato del 31 gennaio 2019, per incentivare la mobilità sostenibile, erano state introdotte le targhe per contraddistinguere i veicoli elettrici. Le dimensioni e l'aspetto erano uguali a quelli in vigore per i corrispondenti veicoli ordinari ma, anziché in azzurro, i bordi e le scritte erano in verde giallastro (RAL 6018) e consistevano nella sigla VE seguita da tre cifre negli autoveicoli, negli scooter e nei ciclomotori, quattro nei motocicli, le quali avanzavano in progressione da (0)001. Una volta raggiunta la registrazione (9)999, sarebbe iniziata una nuova numerazione.
Le scritte erano verdi anche qualora il proprietario avesse richiesto una targa personalizzata, dove quindi non compariva la sequenza sopra indicata.
Le targhe per questi veicoli erano state rese disponibili dal 2 maggio 2019 e il loro costo era invariato rispetto alle altre. 
Con il decreto 132 del 16 settembre 2022 l'emissione è stata interrotta a gennaio 2023, anche se queste targhe hanno continuato ad essere rilasciate fino all'esaurimento delle giacenze d’ufficio e comunque non oltre il 30 giugno 2023.
Schema del formato per autoveicoli:
| VE 012 |

Per motocicli:
| VE 0123 |

Per scooter e ciclomotori:
| VE 0 1 2 |